# Sallingsundbrug
De Sallingsundbrug (Deens: Sallingsundbroen) is een brug bij Nykøbing Mors in Denemarken. De brug verbindt sinds 30 mei 1978 het eiland Mors met het schiereiland Jutland.
Over de brug loopt de Primærrute 26. Deze weg loopt van Aarhus op Jutland naar Hanstholm op Vendsyssel-Thy.
De bouw van de brug startte in 1973. Op 30 mei 1978 werd deze door koningin Margrethe II geopend.
De brug is sinds 2009 afgebeeld op het bankbiljet van 50 Deense kroon.